# Naja
naja（ネイジャ）は日本の音楽ユニットである。
2003年に限定活動。バンド名はネイティヴ・アメリカンの言葉で「かぼちゃ」を意味する

## メンバー
- YURI（ユリ、ボーカル）
- 横山達郎（よこやま たつろう、ギター）元RAZZ MA TAZZ
- 五十嵐公太（いがらし こうた、ドラム）元JUDY AND MARY

## ディスコグラフィー

### シングル
1. 火の鳥（2003年2月19日）TBS系「COUNT DOWN TV」2003年2月度オープニングテーマ
  1. 火の鳥
  2. 青い林檎
  3. 火の鳥(instrumental)
2. Mr.deja vu（2003年5月21日）アニメ「GetBackers-奪還屋-」第3期EDエンディングテーマ
  1. Mr.deja vu
  2. 5【five】
  3. Mr.deja vu(instrumental)
3. めまい（2003年9月3日）
  1. めまい
  2. ひとさじのはちみつ
  3. めまい[Inst.]

### アルバム
1. 砂の城（2003年9月17日）
  1. 砂の城
  2. 火の鳥
  3. naja dune
  4. めまい
  5. 猫モノローグ
  6. Mr.deja vu
  7. 泳げない人魚
  8. 5[five]
  9. シナモンフィールド
  10. sweet medicine
  11. 青い林檎

### トリビュートアルバム
1. BEACH BOYS BEST OF TRIBUTE（2004年8月4日） 
  1. 6. Fun,Fun,Fun